# Тетратиоцианатозолотая кислота
Тетратиоцианатозолотая кислота — неорганическое вещество, комплексное соединение металла золота и роданистоводородной кислоты, формулой H[Au(SCN)4]. При нормальных условиях представляет собой красное вещество. Известен кристаллогидрат состава H[Au(SCN)4] · 2H2O.

## Физические и химические свойства
Тетратиоцианатозолотая кислота образует красные кристаллы. Существует в виде дигидрата. Вещество устойчиво в сухом воздухе, но гидролизуется под действием влаги и в водных растворах.